# Brittiska mästerskapet 1912/1913
Brittiska mästerskapet 1912/1913 var den 30:e säsongen av Brittiska mästerskapet i fotboll. 

## Tabell
| Nr | Lag       | S | V | O | F | GM | IM | MS | P |
| -- | --------- | - | - | - | - | -- | -- | -- | - |
| 1  | England   | 3 | 2 | 0 | 1 | 6  | 5  | +1 | 4 |
| 2  | Wales     | 3 | 1 | 1 | 1 | 4  | 4  | 0  | 3 |
| 2  | Skottland | 3 | 1 | 1 | 1 | 2  | 2  | 0  | 3 |
| 4  | Irland    | 3 | 1 | 0 | 2 | 3  | 4  | −1 | 2 |

## Matcher
|  | 18 januari 1913 | Irland | 0 – 1 | Wales         | Grosvenor Park |         |
|  |                 |        |       | James Roberts | Belfast        | Belfast |
|  |                 |        |       |               | Belfast        | Belfast |
|  |                 |        |       |               | Belfast        | Belfast |

|  | 15 februari 1913 | Irland             | 2 – 1 | England        | Windsor Park |         |
|  |                  | Billy Gillespie ×2 |       | Charlie Buchan | Belfast      | Belfast |
|  |                  |                    |       |                | Belfast      | Belfast |
|  |                  |                    |       |                | Belfast      | Belfast |

|  | 3 mars 1913 | Wales | 0 – 0 | Skottland | Racecourse Ground                                   |  |
|  |             |       |       |           | Wrexham Publik: 8 000 Domare: Isaac Baker (England) |  |
|  |             |       |       |           |                                                     |  |
|  |             |       |       |           |                                                     |  |

|  | 15 mars 1913 | Irland             | 1 – 2   | Skottland                         | Dalymount Park                                       |                                                      |
|  |              | James McKnight 42′ | (1 – 2) | 16′ William Reid 32′ Alex Bennett | Dublin Publik: 12 000 Domare: Arthur Adams (England) | Dublin Publik: 12 000 Domare: Arthur Adams (England) |
|  |              |                    |         |                                   | Dublin Publik: 12 000 Domare: Arthur Adams (England) | Dublin Publik: 12 000 Domare: Arthur Adams (England) |
|  |              |                    |         |                                   | Dublin Publik: 12 000 Domare: Arthur Adams (England) | Dublin Publik: 12 000 Domare: Arthur Adams (England) |

|  | 17 mars 1913 | England                                                   | 4 – 3 | Wales                                    | Ashton Gate |         |
|  |              | Harold Fleming Eddie Latheron Joseph McCall Harry Hampton |       | Walter Davis Ernest Peake Billy Meredith | Bristol     | Bristol |
|  |              |                                                           |       |                                          | Bristol     | Bristol |
|  |              |                                                           |       |                                          | Bristol     | Bristol |

|  | 5 april 1913 | England           | 1 – 0   | Skottland | Stamford Bridge                                             |                                                             |
|  |              | Harry Hampton 37′ | (1 – 0) |           | London Publik: 52 500 Domare: Alexander Jackson (Skottland) | London Publik: 52 500 Domare: Alexander Jackson (Skottland) |
|  |              |                   |         |           | London Publik: 52 500 Domare: Alexander Jackson (Skottland) | London Publik: 52 500 Domare: Alexander Jackson (Skottland) |
|  |              |                   |         |           | London Publik: 52 500 Domare: Alexander Jackson (Skottland) | London Publik: 52 500 Domare: Alexander Jackson (Skottland) |